# آكل الفاكهة
آكل الفاكهة (الاسم العلمي: Pipreola) (بالإنجليزية: Fruiteater)‏ هو جنس من الطيور من الفصيلة القطنجية. كلها مقتصرة على الغابات الجبلية الرطبة أو سفوح التلال في غرب أو شمال أمريكا الجنوبية. وهي عبارة عن طيور غليظة البنية ذات أجزاء عليا مخضرة في الغالب. الذكور من معظم الأنواع لها رؤوس سوداء و/أو حمراء، برتقالية أو صفراء في الحلق أو الصدر أو البطن.

## أنواع
- آكل الفاكهة مخطط (Pipreola arcuata)
- آكل الفاكهة ذهبي الصدر (Pipreola aureopectus)
- آكل الفاكهة ناري الحنجرة (Pipreola chlorolepidota)
- آكل الفاكهة جميل (Pipreola formosa)
- آكل الفاكهة قرمزي الصدر (Pipreola frontalis)
- Pipreola intermedia
- آكل الفاكهة برتقالي الصدر (Pipreola jucunda)
- آكل الفاكهة أسود الصدر (Pipreola lubomirskii)
- Pipreola pulchra
- آكل الفاكهة أخضر وأسود (Pipreola riefferii)
- Pipreola whitelyi